# Carlo Verdecchia
Carlo Verdecchia (Casoli di Atri, 9 ottobre 1905 – Atri, 1984) è stato un pittore italiano, attivo prevalentemente tra Abruzzo e Napoli, figura di rilievo della pittura figurativa del Novecento italiano.

## Biografia
Carlo Verdecchia nacque nel 1905 a Casoli di Atri, in Abruzzo, da Giuseppe Verdecchia, veterinario e pittore paesaggista. A diciassette anni si trasferì a Napoli per frequentare l'Accademia di Belle Arti, dove ebbe come maestri Vincenzo Volpe e Paolo Vetri.
Oltre alla formazione accademica, un ruolo cruciale per la sua crescita artistica fu la frequentazione della casa del pastellista Giuseppe Casciaro al Vomero, autentico centro culturale dove Verdecchia entrò in contatto con numerosi artisti napoletani e italiani. In quell'ambiente ricco di stimoli, entrò in relazione anche con Guido Casciaro, con cui mantenne un rapporto di amicizia e collaborazione per tutta la vita. I Casciaro rappresentarono per lui una vera famiglia artistica: con Guido Casciaro condivise esposizioni, premi (come quello ex aequo a Frattamaggiore nel 1954) e discussioni teoriche sull'arte. Frequenti furono i loro incontri anche al celebre Bar Daniele, punto di riferimento per il gruppo degli artisti vomeresi.
Nel 1923, proprio grazie ai Casciaro, Verdecchia conobbe Antonio Mancini, ospite a lungo nella casa del Vomero. Questo ambiente e queste amicizie contribuirono profondamente alla sua formazione morale, oltre che stilistica.
Conclusi gli studi, scelse di tornare periodicamente nella sua terra natale, stabilendo un rapporto profondo con l'ambiente naturale e umano dell'Abruzzo, che rimase la principale fonte di ispirazione della sua produzione artistica. Pur mantenendo uno stretto legame con Napoli e la sua scena artistica, visse gran parte della vita ad Atri.

## Formazione e carriera

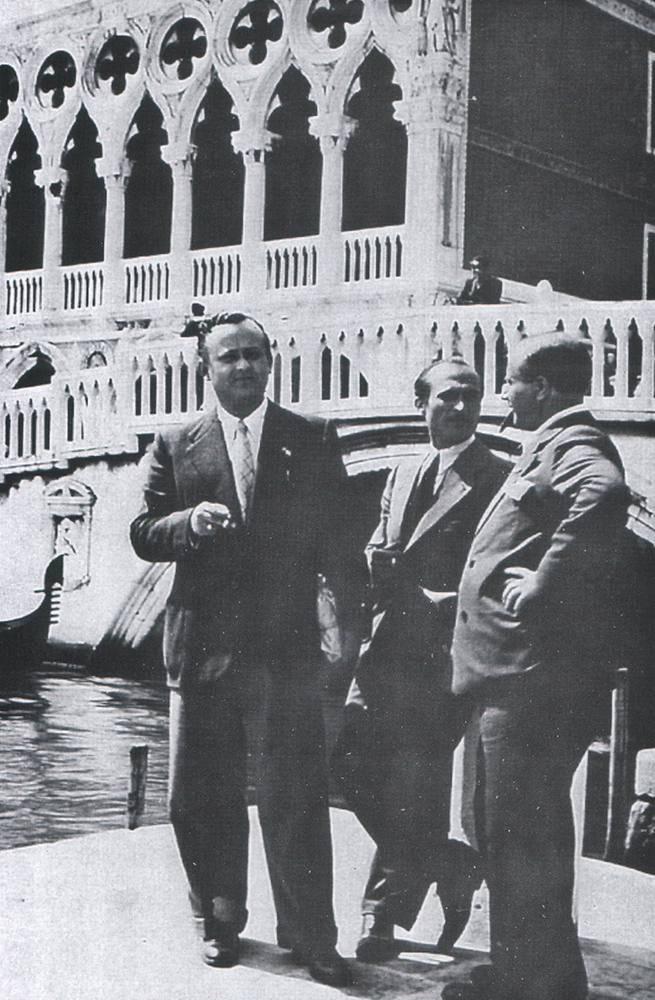
Carlo Verdecchia (al centro) insieme a Guido Casciaro (a sinistra) alla biennale di Venezia.

Dopo aver concluso gli studi all'Accademia di Belle Arti di Napoli, Verdecchia iniziò un percorso autonomo che si distaccò dai linguaggi sperimentali delle avanguardie per radicarsi in una pittura figurativa solida, meditata e intimamente legata all'esperienza quotidiana. Fu un artista schivo alle mode, ma costantemente impegnato nella ricerca della verità espressiva attraverso una pittura che fondeva osservazione del reale e rielaborazione lirica.
La sua carriera espositiva cominciò presto e con importanti riconoscimenti. Nel 1936 partecipò per la prima volta alla Biennale di Venezia con l'opera Le tre età, seguita dalle edizioni del 1938, 1940 e 1942, quest’ultima con uno spazio personale in cui presentò sei opere. Fu poi nuovamente invitato nel 1948, ricevendo una parete dedicata dall’ente organizzatore. Parallelamente, prese parte alla Seconda Quadriennale di Roma e a diverse edizioni delle Sindacali nazionali.
Nel 1951 espose alla I Biennale Internazionale d'Arte Marinara di Genova e partecipò a più edizioni del "Maggio di Bari". Espose inoltre in numerose collettive e personali tra Napoli, Roma, L’Aquila, Pescara e Frattamaggiore, dove nel 1954 vinse ex aequo con Guido Casciaro il premio-acquisto per il dipinto Contadini sull’aia.
Le sue opere furono esposte in gallerie prestigiose come Brera, Forti, Lauro, Medea, Michelangelo, Il Centro, San Carlo, Serio e Mediterranea, consolidando la sua reputazione. Dopo la sua morte, importanti retrospettive a Francavilla al Mare (2010), Rivisondoli (2011–2012) e Atri (1998) hanno contribuito a una piena rivalutazione critica della sua opera.

## Poetica e stile

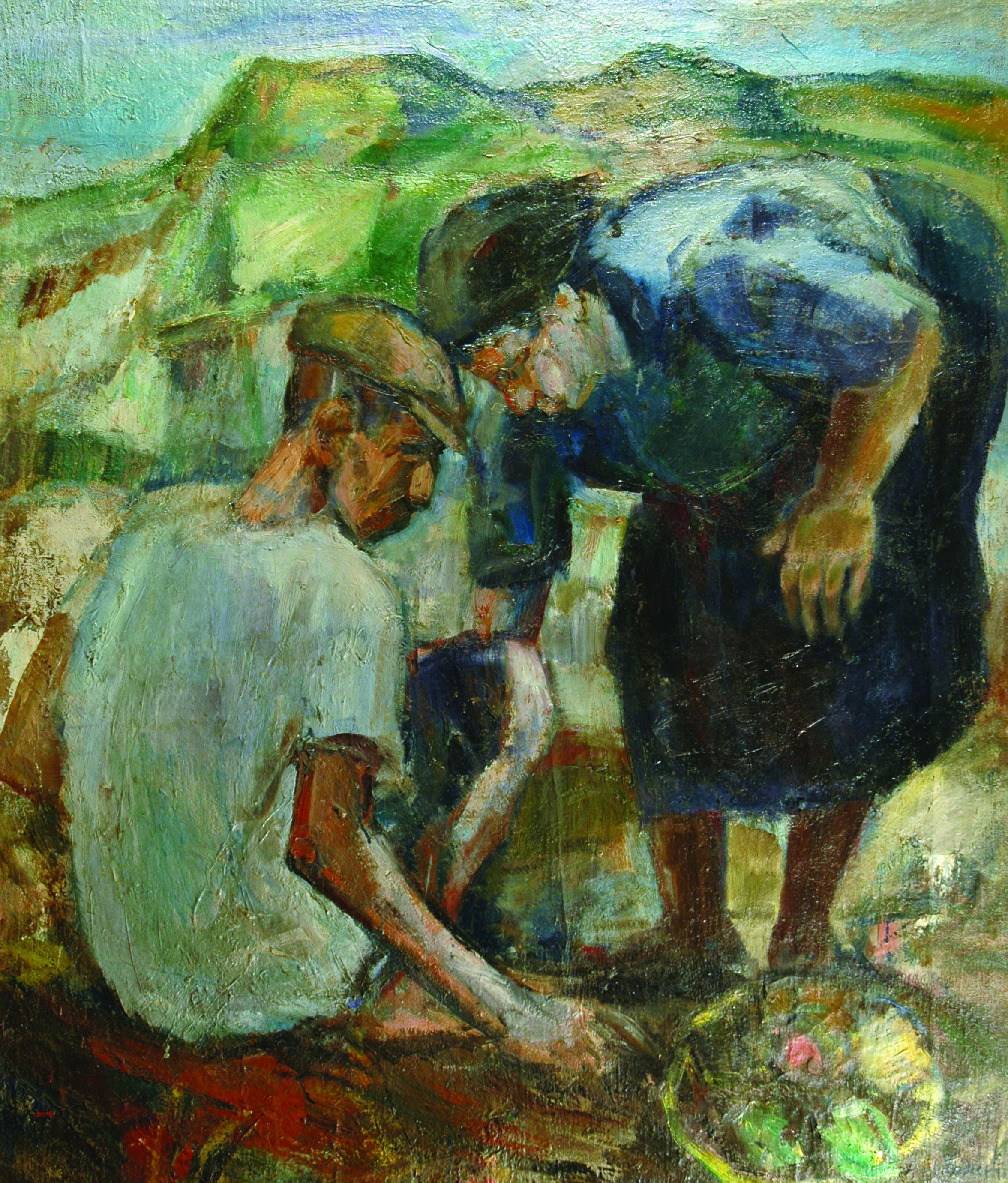
Carlo Verdecchia La buona terra, olio su tela, 1962

L'opera di Carlo Verdecchia si fonda su un rapporto profondo con la terra d'Abruzzo e con il mondo contadino, da cui trae la sua ispirazione primaria. Le figure umane che abitano le sue tele – pastori, contadini, carrettieri – sono rappresentate con una fissità quasi sacrale, restituendo un senso di eternità e dignità che trascende la contingenza del tempo. Il paesaggio, pur realistico, assume spesso una connotazione lirica, sospesa tra ricordo e visione.
Nelle sue composizioni si nota una costruzione solida delle forme, una struttura architettonica che definisce lo spazio pittorico in modo rigoroso. L’uso della luce e del colore è calibrato e personale: ora sobrio e meditativo, ora acceso da improvvise accensioni tonali che rivelano un’intensità espressiva. Verdecchia si muove con padronanza tra generi diversi: paesaggio, ritratto, natura morta e scene di vita quotidiana, mantenendo una cifra stilistica coerente e riconoscibile.
Le sue nature morte vibrano di presenza simbolica; oggetti ordinari assumono una qualità poetica. Nei ritratti, in particolare quelli dedicati alla moglie, ai figli e ai familiari, si avverte una tenerezza trattenuta, un affetto sorvegliato dalla compostezza formale.
Critici e storici dell’arte hanno accostato il suo linguaggio pittorico alla tradizione della Scuola di Posillipo, al naturalismo ottocentesco, ai macchiaioli, e persino all’impressionismo francese e alla Neue Sachlichkeit tedesca. Ma il suo stile rimane personale, nutrito da una profonda etica del lavoro e da una visione del mondo in cui arte e vita coincidono.

## Critica e ricezione

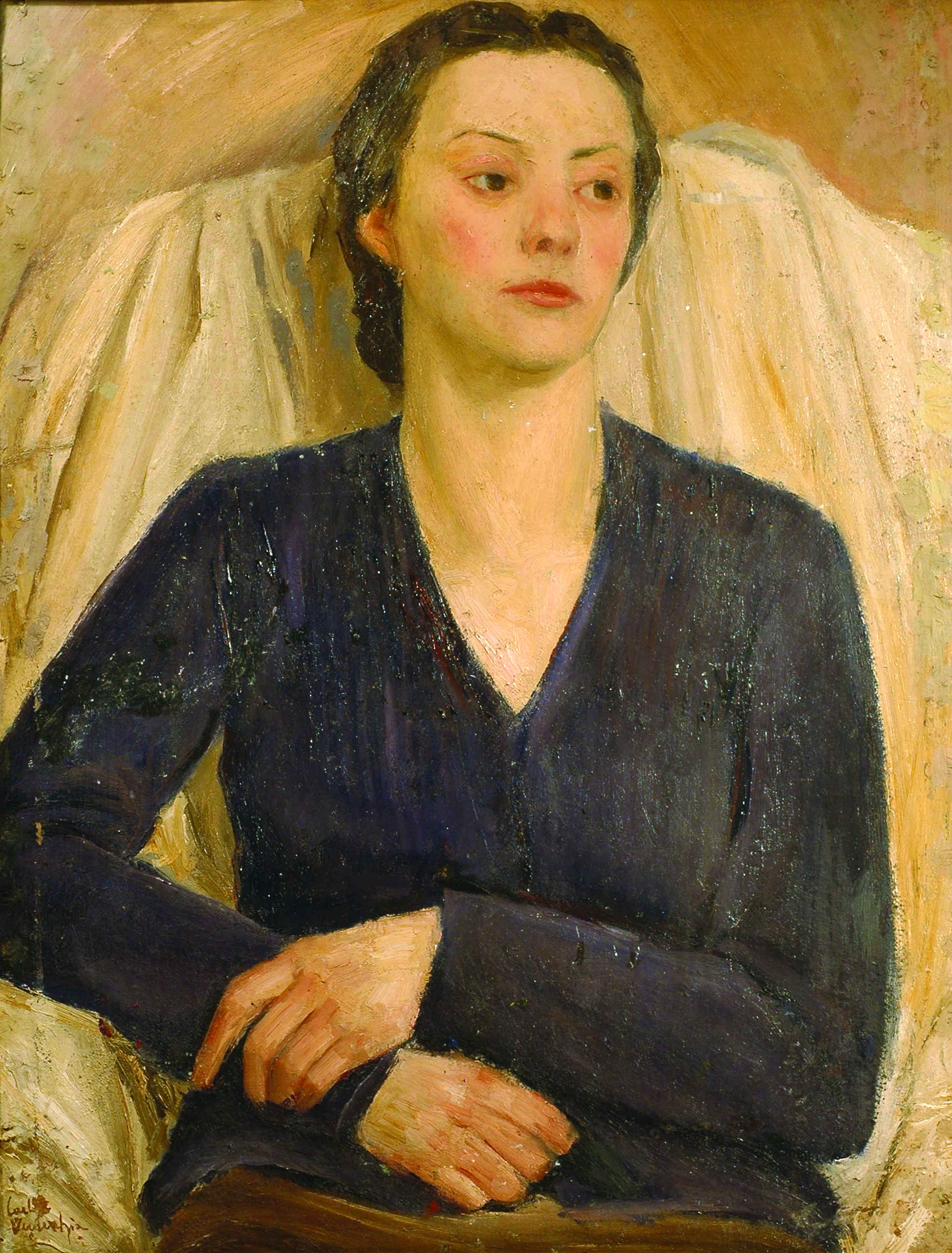
Carlo Verdecchia Ritratto della fidanzata, olio su cartone, 1940

Verdecchia è stato riconosciuto come figura autonoma e coerente all’interno della pittura figurativa italiana del Novecento. Critici come Carlo Munari hanno sottolineato la centralità della civiltà contadina nella sua poetica e l'equilibrio tra immediatezza espressiva e rigore compositivo. Domenico Rea ha elogiato la sua scelta di restare fedele a un linguaggio figurativo sobrio e lontano dalle mode effimere.
Isabella Valente ha offerto una delle letture più complete dell’opera dell’artista, mettendo in luce la capacità di fondere memoria e natura, la costruzione di un “mito della terra” che assume valore universale, e l’alternanza tra sacralità e quotidianità.
Anche la critica coeva ne ha riconosciuto le qualità: Alfredo Schettini e Paolo Ricci ne hanno apprezzato la padronanza tecnica e la coerenza stilistica, mentre Luigi Manzi ha insistito sulla carica poetica delle sue composizioni. La sua pittura è stata spesso definita come dotata di "arcaica modernità", capace di trasmettere, con mezzi tradizionali, una visione del mondo attuale e profonda. La critica ha riconosciuto in Verdecchia una figura appartata ma centrale del panorama figurativo novecentesco, capace di unire la forza della tradizione all'autonomia del linguaggio. Carlo Munari ha definito la sua opera un "lungo itinerario nella civiltà contadina d'Abruzzo", rilevando l'equilibrio tra immediatezza e costruzione formale.
Domenico Rea ha sottolineato come Verdecchia rifiutasse ogni moda effimera, restando fedele a una visione figurativa autentica, capace di attraversare generazioni. La sua pittura è stata letta come un atto di resistenza poetica, dove la bellezza e la verità del quotidiano assumono una valenza mitica.
Isabella Valente ha approfondito il valore lirico e morale del suo lavoro, evidenziando l'alternanza tra sacralità e naturalezza, la costruzione del "mito della terra" e la costante riflessione sul tempo e sull'identità del Sud. Verdecchia, secondo Valente, va collocato tra i grandi protagonisti della pittura napoletana e meridionale, ma con una sensibilità che guarda oltre i confini regionali.
Le recensioni contemporanee, da Alfredo Schettini a Paolo Ricci, hanno elogiato la sua coerenza stilistica, la padronanza tecnica e la capacità evocativa. Gino Grassi e Luigi Manzi ne hanno messo in luce la fedeltà alla propria visione pittorica e la modernità dei mezzi espressivi. Pasquale Scarpitti ha parlato della sua "arcaica modernità", della forza meditativa e simbolica delle sue composizioni, capaci di riproporre "il senso dell'eterno". L'opera di Verdecchia è segnata da un forte legame con il mondo contadino abruzzese, rappresentato con una partecipazione emotiva e morale profonda. Le sue figure - contadini, pastori, carrettieri - emergono in una fissità ieratica che richiama l'iconografia sacra, mentre il paesaggio abruzzese, con le sue colline, il mare e le montagne, viene restituito con toni solenni ed elegiaci.
Verdecchia trattava la figura umana come architettura dello spazio, con un uso del colore che fondeva luce e materia. La sua pittura, pur radicata in un'identità locale, trascende i confini geografici per assumere una dimensione universale, toccando i temi dell'humanitas e della memoria.
La sua opera è stata anche letta in relazione alla Scuola di Posillipo, ai macchiaioli, e all'impressionismo francese, ma sempre con una forte originalità espressiva e una coerenza stilistica che gli valse il riconoscimento come "maestro" da parte della critica. Lo stile di Verdecchia è caratterizzato da una pittura solida, compatta, con tagli compositivi rigorosi e una particolare attenzione alla luce, spesso declinata in chiave simbolica o evocativa.

## Esposizioni principali
- "La pittura di Carlo Verdecchia" - Galleria Mediterranea, Napoli (1982)
- Mostra Antologica - Palazzo Vescovile, Atri (1986)
- "Carlo Verdecchia, 1905-1984" - Palazzo Ducale, Atri (1998)
- "Carlo Verdecchia" - Museo d'Arte Contemporanea, Francavilla al Mare (2010)
- "Un Maestro del Novecento" - Polo Civico Museale, Rivisondoli (2011-2012)
- Partecipazioni alla Biennale di Venezia (1936, 1938, 1940, 1942, 1948)
- Partecipazione alla I Biennale Internazionale d'Arte Marinara, Genova (1951)